# Mylla
Mylla är en benämning på det översta jordlagret i odlad mark. Den brukar ha högre näringshalt än vanlig jord. Jordart med halt av mull (se Humus). Med högre mullhalt blir färgen svart och kallas för svartmylla, vid lägre halter framträder mineraljordens egenskaper och kallas ler- eller sandmylla. Genom sin förmåga att behålla vatten och absorbera växtnäringsämnen är myllan en viktig åkerjord.